# یوسف‌آباد (چاه احمد)
یوسف‌آباد قلندرزهی.روستایی در دهستان چاه احمد بخش نازیل شهرستان تفتان استان سیستان و بلوچستان ایران است.

## جمعیت
بر پایه سرشماری عمومی نفوس و مسکن در سال ۱۳۹۵ جمعیت این روستا ۲۳۱ نفر (۵۵خانوار) بوده‌است.